# Järveküla (Saaremaa)
Järveküla is een plaats in de Estlandse gemeente Saaremaa, provincie Saaremaa. De plaats heeft de status van dorp (Estisch: küla).
Tot in oktober 2017 lag de plaats in de gemeente Orissaare. In die maand ging Orissaare op in de fusiegemeente Saaremaa.

## Bevolking
Het dorp had 7 inwoners op 31 december 2011 en ook 7 inwoners op 31 december 2021.

## Ligging
Bij Järveküla ligt het meer Järveküla järv (oppervlakte 60 ha). Langs de westgrens van het dorp loopt het riviertje Võlupe.

## Geschiedenis
Järveküla werd voor het eerst genoemd in 1731 onder de naam Ierweküll als nederzetting op het landgoed van Maasi.
In 1977 werd Järveküla bij het buurdorp Kavandi gevoegd. In 1997 werd het weer een zelfstandig dorp.

## Foto's

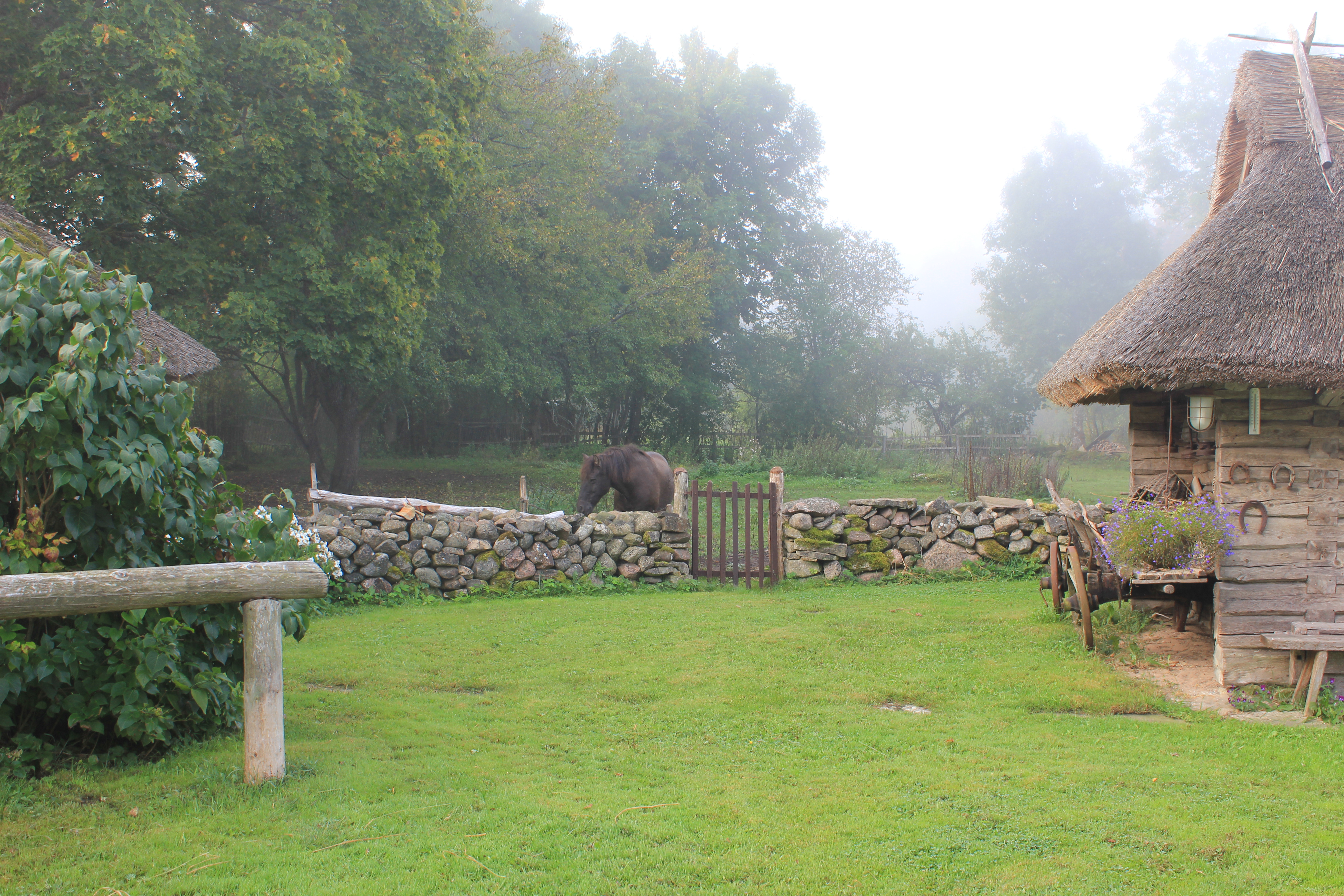
Erf van een boerderij
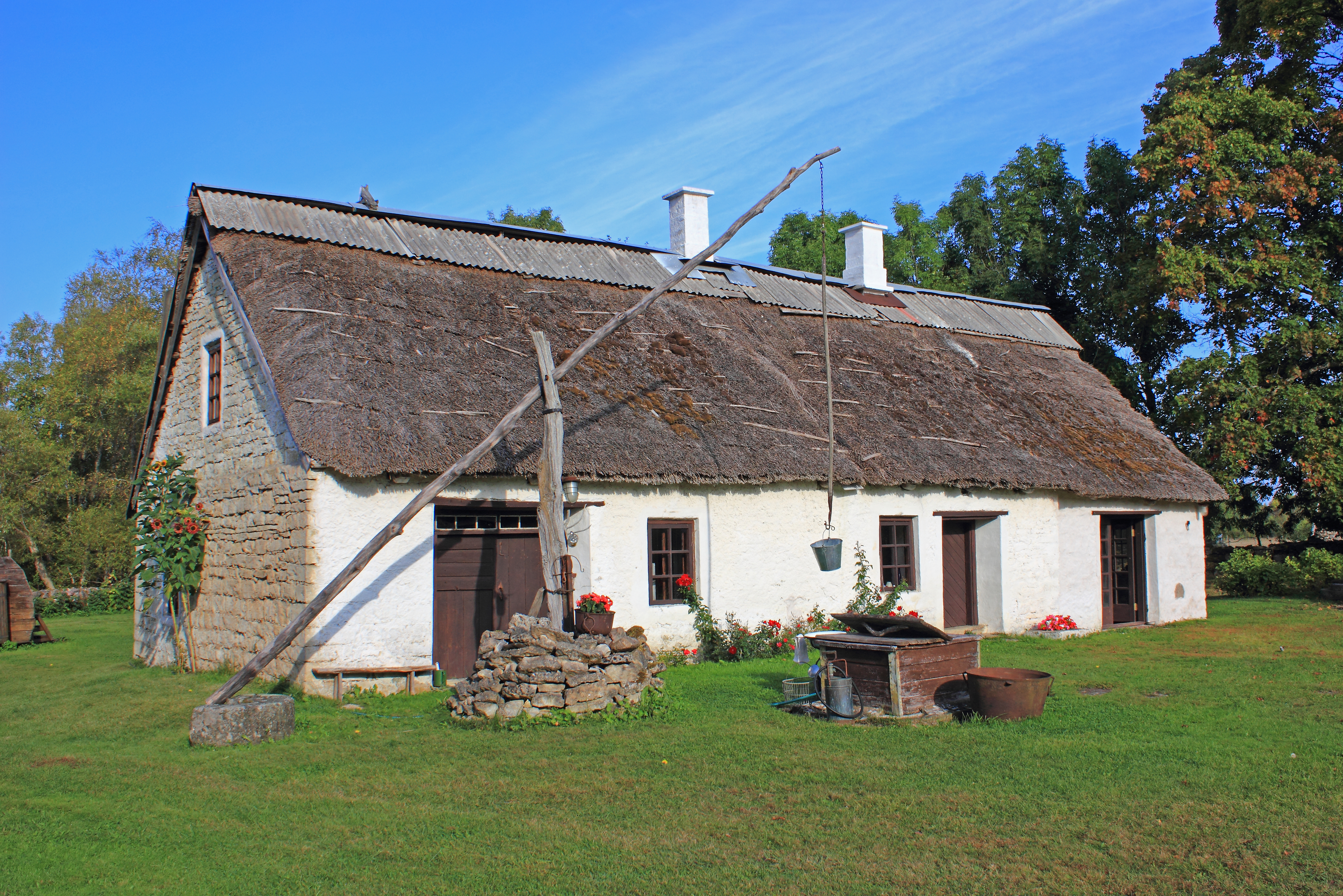
Boerderij